# Slaget vid Kolding
Slaget vid Kolding var ett slag den 9 januari 1644 i Kolding mellan svenskt och danskt kavalleri i Torstensonskriget. Svenskarna vann.